# 氣體擴散法
气体扩散法是一种利用不同分子间在热运动中具有不同的速度而分离出铀235的富集（浓缩）方法。

## 原理
两种不同分子质量的气体混合物在热平衡时拥有相同的平均动能，相对速度与分子量成反比。当这两种分子通过扩散膜时，较轻分子通过扩散膜的机会较大，从而能够实现不同分子间的分离。同时还要求分子之间尽量不要发生碰撞。因此扩散膜的孔径应该小于分子运动的平均自由程。实际中分离六氟化铀时，应该满足：气体压力足够低，薄膜足够薄，孔径约为0.01～0.03μm。由于铀235与238之间相对分子量差别很小。所以理论分离系数{\displaystyle \alpha _{0}={\sqrt {\frac {^{238}UF_{6}}{^{235}UF_{6}}}}=1.0043}，而实际分离系数大概只有1.003。因此同离心法不同的是，要想分离出铀235需要将大量的扩散分离机串联起来，逐级提高铀的富集程度。为制得3%的铀235，大约需要1200多台分离机。
扩散厂由于需要不断重复分离气体，能耗十分巨大。每单位分离功大约需耗能2500～3000kw。